# Atlanta (Luisiana)
Atlanta é uma vila localizada no estado americano de Luisiana, na Paróquia de Winn.

## Demografia
Segundo o censo americano de 2000, a sua população era de 150 habitantes. 
Em 2006, foi estimada uma população de 141, um decréscimo de 9 (-6.0%).

## Geografia
De acordo com o United States Census Bureau tem uma área de 
2,8 km², dos quais 2,8 km² cobertos por terra e 0,0 km² cobertos por água. Atlanta localiza-se a aproximadamente 57 m acima do nível do mar.

## Localidades na vizinhança
O diagrama seguinte representa as localidades num raio de 32 km ao redor de Atlanta. 